# アルコール・タバコ・火器及び爆発物取締局
アルコール・タバコ・火器及び爆発物取締局（アルコール・タバコ・かきおよびばくはつぶつとりしまりきょく、英語: Bureau of Alcohol, Tobacco, Firearms and Explosives、略称：ATF または BATF、BATFE）は、アメリカ合衆国司法省内に設置されている専門の法執行および取締機関である。2003年1月24日に行われた省庁再編以前は、アメリカ合衆国財務省内に設置されていた。
その管轄範囲には、火器および爆発物の違法な使用・製造・所持とアルコール飲料・タバコ類の違法な流通に対する捜査、犯罪の予防が含まれる。また、ATFはアメリカ合衆国の州をまたがる火器、弾薬および爆発物の販売・所持・運搬に関する許認可も行っている。
ATFの活動の多くは、州や地元の法執行機関と共同で実施される。ATFは、放火犯罪を実物大の模型で再現できる研究所をメリーランド州で運営している。
取締対象はアルコール・タバコ・火器・爆発物だが、これらに特に共通点や類似点があるというわけではなく、ただ単に危険物や国家の歳入源となる物を列挙しただけにすぎない。

## 組織の成り立ち

財務省時代の紋章。司法省との違いは、天秤が、13個の星のあるバナーの上。また鍵が入っている

ATFはもともと、1886年に財務省の内国歳入局（Bureau of Internal Revenue）内の「歳入研究所（Revenue Laboratory）」として設置された。その後、密造酒取締官（revenuer）としての時期を経て、1920年に内国歳入局の部隊として組織された「酒類取締局（Bureau of Prohibition）」となり、1927年に財務省の機関として独立。1930年には司法省に移管し、1933年に一時的に連邦捜査局（FBI）の一部門となった。
1933年12月、ボルステッド法が破棄されると、部門は財務省に戻され、内国歳入局の酒税部隊（Alcohol Tax Unit）となった。エリオット・ネス特別捜査官と、同法施行下に酒類取締局で働いていた「アンタッチャブル」の数人が転属した。1942年には銃器に関する連邦法の適用に関する責任が、同局に与えられた。
1950年代初頭、内国歳入局が内国歳入庁（Internal Revenue Service）に改名されると、酒税部隊にはたばこ税に関する連邦法の適用の任務が加えられ、アルコール・タバコ税部（Alcohol and Tobacco Tax Division 、ATTD）と改名された。
1968年、銃規制法により、内国歳入庁アルコール・タバコ・銃器部（Alcohol, Tobacco, and Firearms Division）と改名され、初めて「ATF」と呼ばれるようになった。
1972年1月、財務省令により、財務省直轄のアルコール・タバコ・銃器局として独立した。
移行の監督者で、初代局長に就任した Rex D. Davisの下、同局は政治的テロリズムと組織犯罪を目標とした組織に変貌したが、課税やアルコール問題は重要視されなかった。
2001年9月11日の世界貿易センタービルへのテロ攻撃から、ジョージ・W・ブッシュ大統領は2002年に国土安全保障法（Homeland Security Act）に署名。国土安全保障省（Department of Homeland Security）が設立され、ATFは財務省から司法省に移管された。組織名もアルコール・タバコ・銃器・爆薬局（Bureau of Alcohol,Tobacco,Firearms and Explosives）に変わったが、引き続きATFと呼ばれた。
さらに、タバコ製品やアルコール製品からの連邦税の徴収や、規制によりアルコール関連の問題から社会を守るという、内国歳入庁がATFとともに担っていた任務は、財務省下に新設されたアルコール・タバコ税・貿易局（Alcohol and Tobacco Tax and Trade Bureau）に移管された。これらの変革は2003年1月24日に施行された。

## 組織と人材
ATFは、それぞれ異なる役割を担った、部長をトップとしたいくつかの部門で成り立っている。特別捜査官（ATF Special Agent）は犯罪捜査を指揮し、国内外のテロリズムから米国を守り、各州や地方の警察官とともに粗暴犯を国家レベルで減らすために働いている。特別捜査官はほかの連邦法執行機関と比べ、いくつかの広範な権限を持っており、合衆国法典第3051条により法典のいかなる法規についても執行する権限が与えられた。
特別捜査官は銃器や爆発物に関連したあらゆる連邦犯罪やタバコの密輸や密造酒の摘発などへの捜査権限を行使できる。無差別乱射事件に際して全自動射撃出来るよう不法改造された銃、未登録の違法な銃が使われたか否かを調べるため動く。Uniform Controlled Substances Act違反への執行や、薬物事件を麻薬取締局（DEA）やほかの捜査機関から独立して取り扱う法的権限も有している。特別捜査官は、起訴や逮捕などに持ち込んだ事件数に関しては、全連邦機関でも最上位に位置づけられている。特別捜査官は、約5,000人の職員のうち、2,400人前後である。
検査官（Inspector）や調査官（Investigator）は、銃器産業や爆発物産業の規制が任務である。かれらは武装した法執行官ではないが、捜索や検査を実施し、連邦銃器法令の違反者への連邦銃器免許の取消や不更新を提言するなどの行政権限がある。同局にはそのほか、管理部門の職員や、情報分析官、電子関係の専門家など、多くの職員がいる。さらに、ATFは、特別捜査官を補う公式には同局所属ではない、州や地方からのタスクフォース（合同部隊）隊員に、大きく依存している。

## 採用と訓練
ATF特別捜査官の採用は、姉妹機関の特別捜査官選考過程と比べ、非常に競争的である。典型的には、少なくとも4年制大学の学位を持ち、地方や州警察での4年以上の勤務経験といった競争的な職歴を持つ候補者のうち、5%に満たない人数しか採用されない。採用経過を非公開とする契約があるため、完全には詳細が明らかになっていないが、候補者は最低限、秘密情報に触れるための厳格な背景調査をくぐり抜けねばならず、さらに筆記試験や複数の体力検査、面接や医学検査も、選考の際に考慮される。
特別捜査官は27週間（＝半年）の訓練プログラムを、ジョージア州グリンコにある連邦法執行訓練センターで受ける必要がある。アメリカでも最長の訓練の一つで、司法省に属するFBIやDEA、連邦保安官（USMS）の特別捜査官の訓練よりもはるかに長い。現在は1週間の基礎前段階、12週の犯罪捜査官訓練プログラム、14週の特別捜査官基礎訓練コースで構成され、訓練を終えて初めて、特別捜査官は現場の事務所に配属され、3年の見習いを経て一人前と見做される。

## 火器の規制
ATFは、アメリカにおける火器の規制を担っており、販売業者に連邦火器免許（Federal Firearms Licenses,FFL）を発行し、免許者の検査をつかさどる。また、国内の銃犯罪を減らす計画にも関わっており、不法に銃を所持する粗暴犯を見つけ出し、逮捕している。ほかにも、法執行機関に押収された銃の入手経路などを調べることで、若年者が銃犯罪に手を染めることを防ぐ戦略や、現在も続いている犯罪に使用された銃の包括的な追跡戦略にも関与。「国内統合弾道照合ネットワーク」（National Integrated Ballistic Identification Network,NIBIN）を通じて、州や地方の捜査官を支援している。

## 爆発物の規制
1970年の組織犯罪規正法（Organaized Crime Control Act,OCCA）の規定により、ATFは国内で爆発物を規制し、爆発物に関する罪を犯した人物を訴追する。顕著な成功として知られるのは、1993年の世界貿易センタービル爆破事件で使われた車の動きを洗い出し、計画に関与した人物の逮捕を導いた捜査である。アメリカ同時多発テロ事件後に制定された、連邦政府の免許なしに爆発物の使用や所持を制限する安全爆発物法（Safe Explosives Act）の施行もATFが担う。ATFはFBIが捜査を担当する国際テロに関係するものを除き、国内で起きた爆弾事件の多くの捜査を先導する連邦機関とみなされており、特別捜査官はみな、爆発前の捜査について訓練を受けている。また、約150人の高度に訓練された「認定爆発物スペシャリスト」（Certified Explosives Specialists,CES）として知られる専門家集団を抱えている。CES隊員は商業用の爆発物と同様に、IEDに対しても訓練している。現在は米軍に爆発後の証拠回収手法を教えているほか、州や地方警察の爆発物処理班とも緊密に連携している。

## 批判

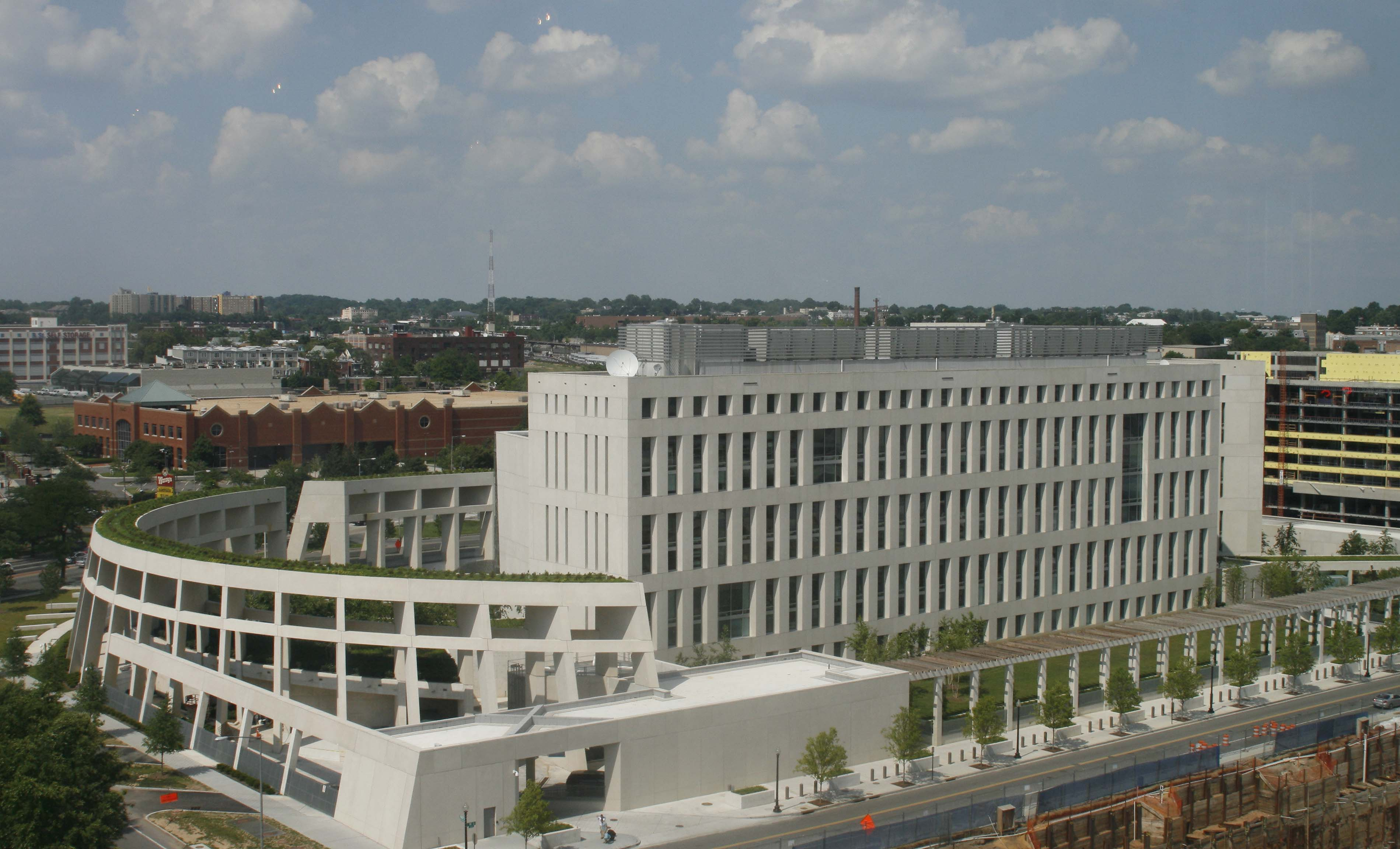
ワシントンD.C.にあるATFの本部庁舎。

### 1990年代のATF
1990年代初めにATFとFBIの人質救出チーム（HRT）が関わった2つの事件が批判を集めている。ルビーリッジ銃撃戦は、当時隣人や政府当局と裁判沙汰を起こしていたランディー・ウィーバー（Randy Weaver）に対し1990年6月に火器の不法所持の嫌疑を掛けたことから始まる。ランディー・ウィーバーは1991年2月20日に裁判所から出廷を命じられていたが無断で欠席（ただし、これは保護監察官リッキンス（Richins）が期日を3月20日と誤って伝えたせいである）したため連邦保安官局（USMS）が人里離れた自宅から法廷に連行しようとした。1992年8月21日にUSMSの監視チームとウィーバーは銃撃戦になり、保安官補ビル・ディーガン（Bill Degan）とランディーの14歳の息子サミュエル・ウィーバー（Samuel Weaver）、ペットの犬が死んだ。連邦政府の法執行官が殉職したことからFBIが現場を引き継ぎ、HRTが配備されたが偵察・監視行動の錯誤が重なった結果、狙撃手のロン・ホリウチ (Lon Horiuchi) が発砲してランディー・ウィーバーと友人が負傷し、妻のヴィッキ（Vicki）が死んだ。司法省のその後の調査と議会の公聴会を通じ、ATFやUSMS、連邦検事局、FBI・HRTの行動に対する疑問や、USMSやFBI本部での情報の誤った取り扱いが提起された。ルビーリッジ銃撃戦は、武装権の法的権利について活動する人々からの非難にさらされた。
2つ目の事件は、1993年2月28日、テキサス州ウェーコ近くの宗教セクト、ブランチ・ダビディアンをめぐる「ウェーコの悲劇」である。ATFの捜査官がマスメディアを引きつれ、マウント・カルメル・センターと呼ばれたセクトの建物に連邦政府の捜索令状に基づく家宅捜索に入ろうとした。セクトは捜索が近いことを知らされており、奇襲効果は失われていたのにもかかわらず、ATFの指揮官は捜索を強行。結果、銃撃戦が起こり、6人の信者と4人の捜査官が死亡した。FBIのHRTが現場を引き継ぎ、51日に及ぶにらみ合いが続いたが、4月19日に火災が施設から起こった。事件後の捜査により、20人の子供を含む76人の遺体を施設内から発見。大陪審は76人が自殺か、施設内の人物により死亡したとしたが、火災の原因として当初、装甲車がランタンやプロパンガスのボンベを破裂させた説と並び、HRTの放った可燃性の催涙ガスが原因とする説があり、捜査方法に批判が集まり、法執行機関の過剰な権力行使を告発する声があった。催涙ガスの発射から火災まで3時間以上かかっていることや、盗聴された教団の会話などから、現在は装甲車を迎え撃つための放火説が有力である。 この事件については、その他にも批判がある。（ブランチ・ダビディアン#逮捕にあたっての問題点の項目参照）
ティモシー・マクベイはこれらの事件を、1995年4月19日に起こしたオクラホマシティ連邦政府ビル爆破事件の動機として挙げた。

### ファスト&フューリアス作戦
2006年より2011年にATFが実行したアメリカからメキシコへの銃密輸を防ぐためのおとり捜査(Operation Fast and Furious、映画「ワイルド・スピード」の原題にちなむ)が失敗したことにより、批判を浴びている。この作戦は密輸を行う売人を摘発するだけでは問題解決に遠いとして、アリゾナ州より意図的に2000丁もの銃器を流出させて銃を追跡し麻薬カルテルを摘発するというものだったが、作戦の成果はほとんど出ず、流出させた銃は行方不明となった。そして2010年12月14日にアメリカ国境警備隊のブライアン・テリー(Brian Terry)がメキシコとの国境から10マイルの場所で発生した銃撃戦で死亡した事件など200件以上の殺人事件で、この作戦で流出させた銃が使用されたことがのちに発覚した。
この一件に関してATFは関与を否定していたが、司法長官のエリック・ホルダーは2011年11月、アメリカからメキシコへ銃が流出したこと正式に認め、ATFの主張を撤回した。しかし一方で2012年にホルダーはアメリカ合衆国下院による聴聞会に召喚された際文書の提出を拒んでおり、議会侮辱罪で告発された。

## 登場作品

### 映画
- 『デジャヴ』
- 『ブラック・ドッグ』

### テレビ
- 『NCIS 〜ネイビー犯罪捜査班』
- 『サンズ・オブ・アナーキー』
- 『秘密捜査官オハラ』

ハワイファイブオー シーズン4
- 『エレメンタリー ホームズ&ワトソン in NY』

### アニメ
- 『ガンスミスキャッツ』